# ريتشارد باك (عداء سريع)
ريتشارد باك (بالإنجليزية: Richard Buck)‏ هو عداء سريع بريطاني، ولد في 14 نوفمبر 1986 في غريمسبي ‏ في المملكة المتحدة.

## وصلات خارجية
- ريتشارد باك على موقع الاتحاد الدولي لألعاب القوى (الإنجليزية)
- ريتشارد باك على موقع الدوري الماسي (الإنجليزية)
- ريتشارد باك على موقع أوليمبيديا (الإنجليزية)
- ريتشارد باك على موقع IMDb (الإنجليزية)
- ريتشارد باك على موقع قاعدة بيانات الفيلم (الإنجليزية)